# Hobbymarket

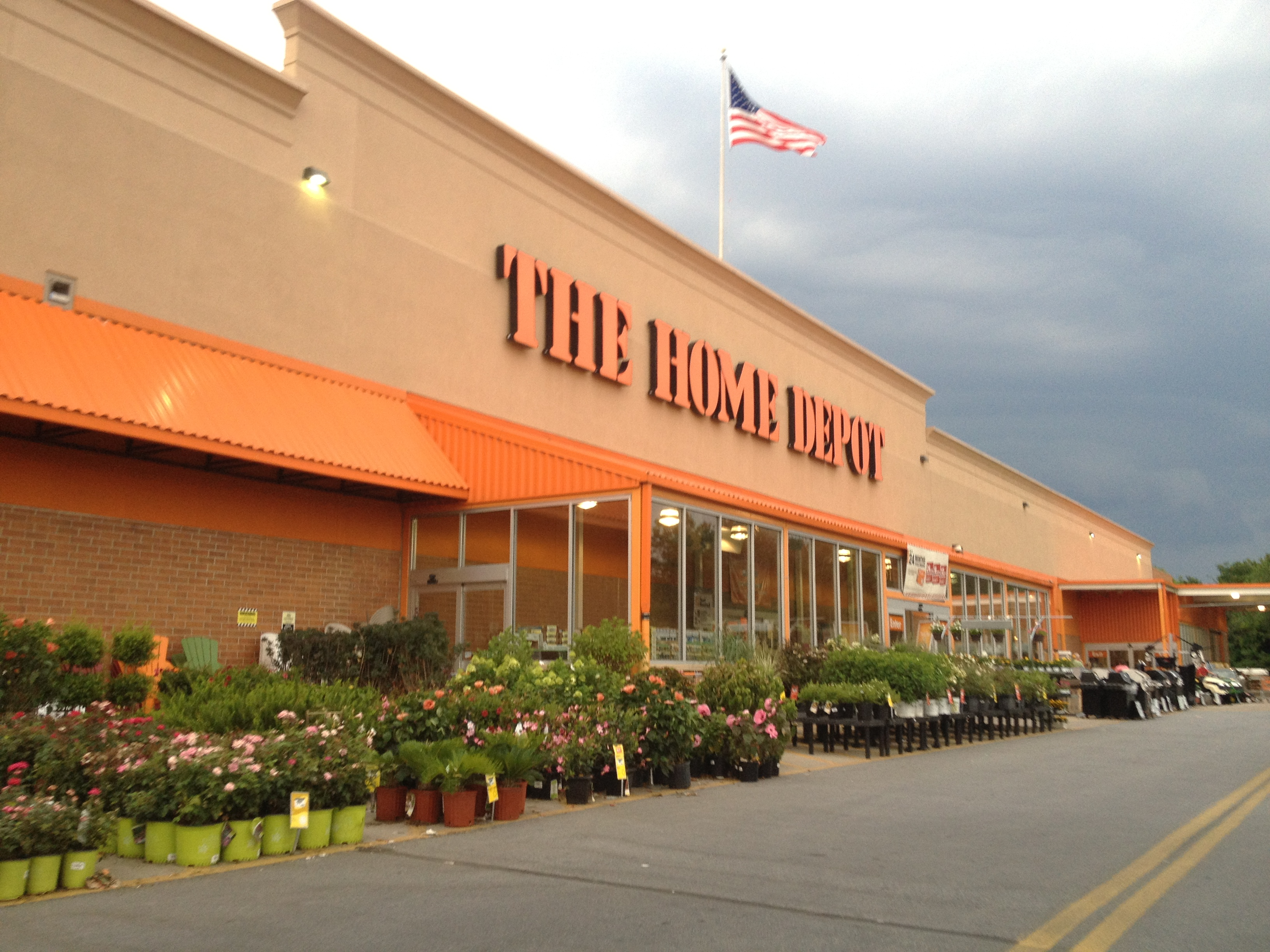
The Home Depot, největší řetězec hobbymarketů ve Spojených státech amerických

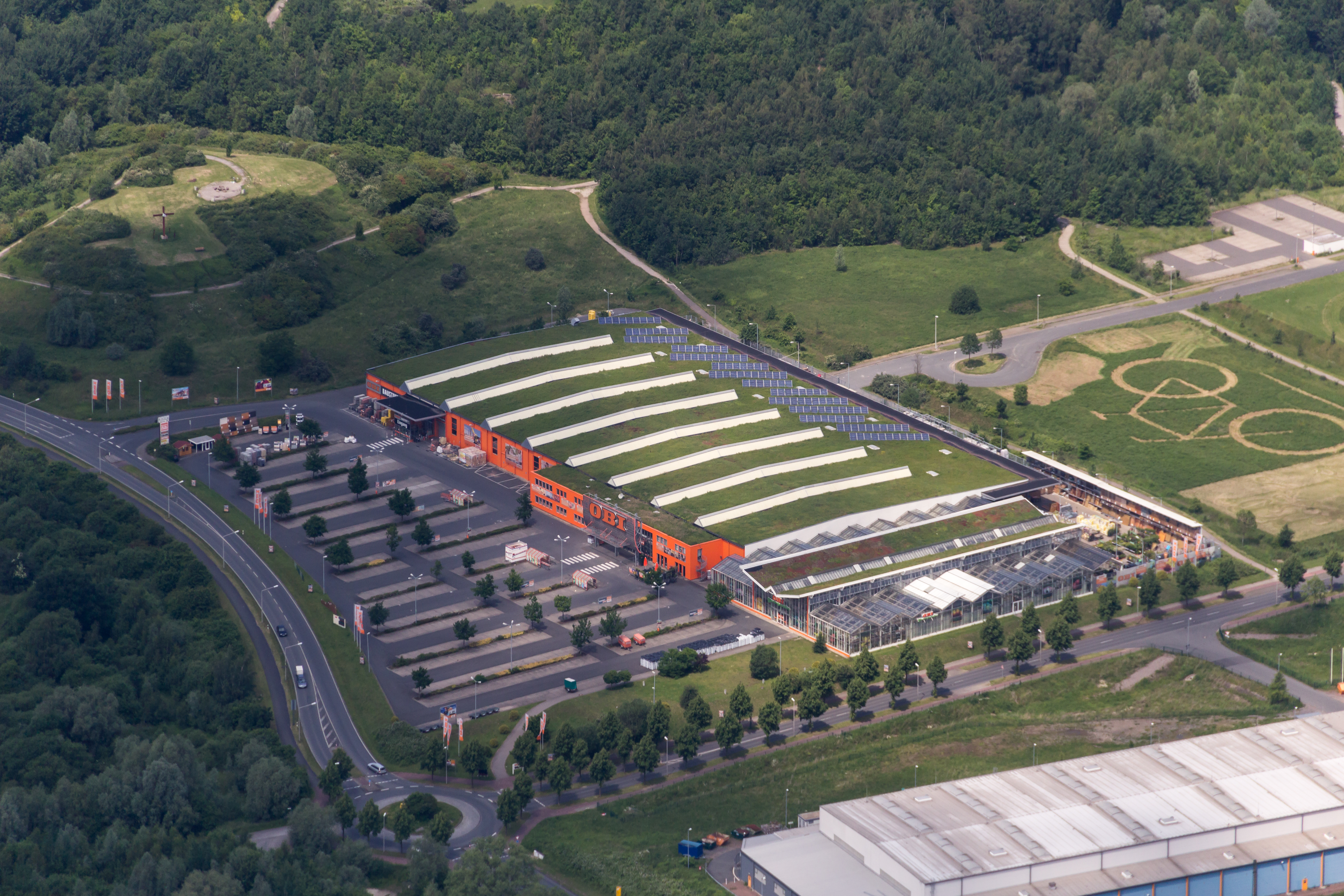
Pohled z ptačí perspektivy na hobbymarket OBI v Německu

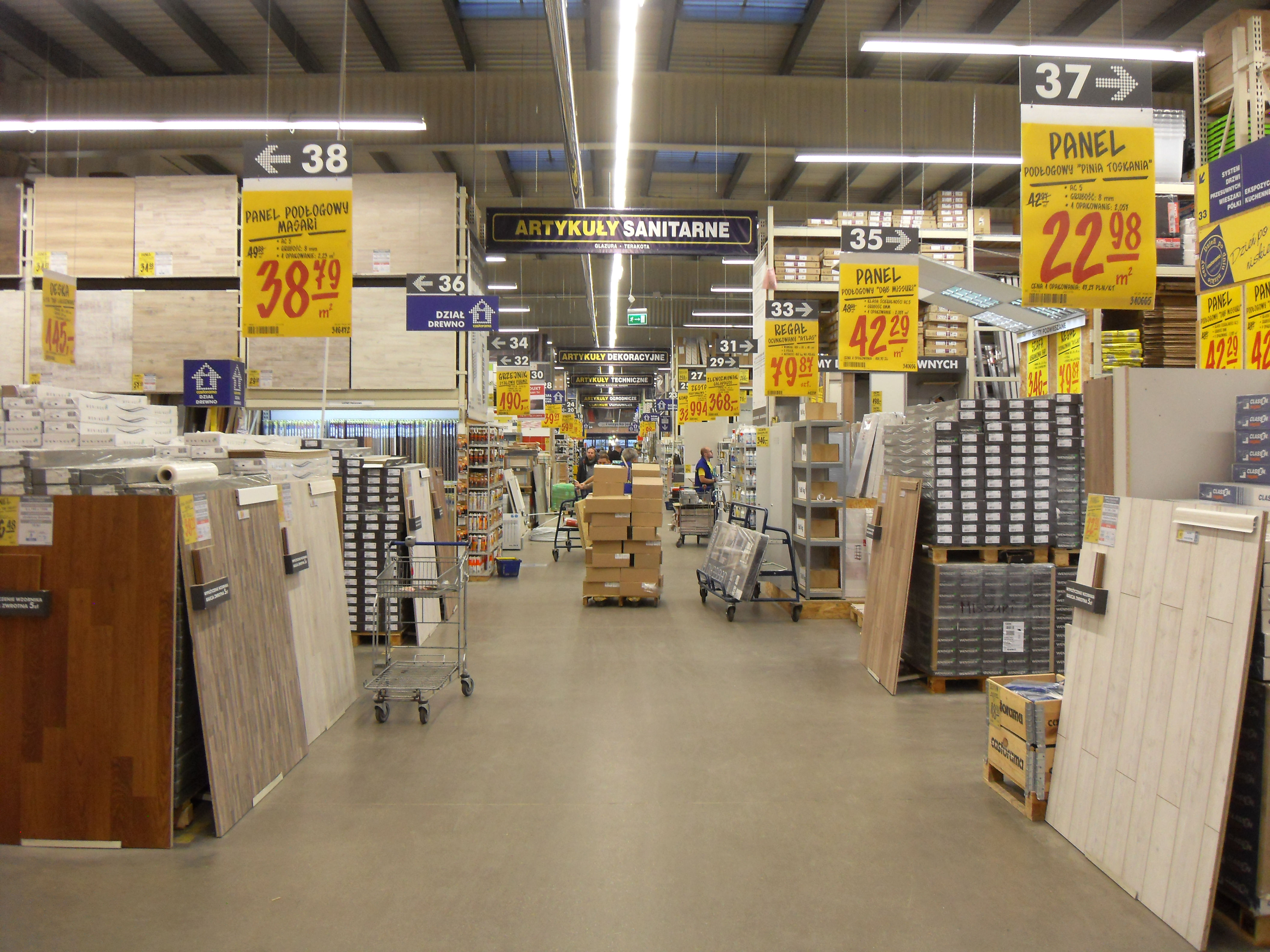
Interiér hobbymarketu Castorama v Polsku

Hobbymarket je velkoplošná maloobchodní prodejna se zaměřením na potřeby pro dům, dílnu a zahradu. Hobbymarket kombinuje pod jednou střechou sortiment různých specializovaných prodejen, jako jsou železářství, stavebniny, koupelnové studio nebo zahradnictví. Mezi největší řetězce hobbymarketů v Česku patří Bauhaus, bauMax, Hornbach, Mountfield, OBI a UNI HOBBY.

## Pojem
Označení hobbymarket (psáno také odděleně jako hobby market) vzniklo spojením dvou anglických slov, v angličtině ale tento typ prodejny označují výrazy hardware store, DIY store nebo home improvement store. V sousedních zemích se s pojmem hobbymarket lze setkat především na Slovensku, v němčině je používán pojem Baumarkt a v polštině sklep budowlany.

## Sortiment
Sortiment hobbymarketu běžně zahrnuje například:
- nářadí, železářské výrobky
- stavební materiály, dlažbu, okna a dveře
- vybavení koupelny a kuchyně
- barvy a laky
- svítidla
- rostliny, zahradní nábytek, zahradní techniku, grily a bazény

## Hobbymarkety vČesku
Nejstarším řetězcem hobbymarketů v Česku je Mountfield, který svou vůbec první prodejnu otevřel v roce 1991 v Mnichovicích. Moutfield se nicméně specializuje především na prodej zahradní techniky a bazénů. Za první plnosortimentní řetězec hobbymarketů v Česku tak lze považovat bauMax, jehož první tuzemská prodejna byla otevřena v roce 1992 v Pražské tržnici. Následovaly řetězce Bauhaus (Brno-Štýřice, 1993), OBI (Praha-Štěrboholy, 1995) a Hornbach (Praha-Černý Most, 1998).
Součástí některých hypermarketů řetězce Globus byly hobbymarkety značky Baumarkt, jejich provoz ale byl v roce 2017 ukončen. Novou značkou na českém trhu se naopak v roce 2013 stal řetězec UNI HOBBY, který vznikl osamostatněním pěti prodejen OBI do té doby provozovaných na principu franšízy. V roce 2015 zkrachoval řetězec bauMax. Většinu jeho českých prodejen převzal polský řetězec Merkury Market, prodejny jsou ovšem nadále provozovány pod původní značkou.
Šestice největších řetězců měla v květnu 2023 v Česku dohromady 141 prodejen, přičemž nejvíce (58) jich měl Mountfield, následovaný OBI se 32 prodejnami a bauMaxem se 23 prodejnami. Z pohledu tržeb byl podle nejnovějších dostupných údajů jedničkou na trhu Hornbach, který v účetním roce 2021/22 utržil téměř 10 mld. Kč a vykázal čistý zisk přes 1 mld. Kč (viz tabulka níže).
| Logo   | Název      | Prodejny | Prodejny | Ekonomika       | Ekonomika      | Ekonomika | Majitel        |
| Logo   | Název      | počet    | k datu   | tržby (mil. Kč) | zisk (mil. Kč) | období    | Majitel        |
| ------ | ---------- | -------- | -------- | --------------- | -------------- | --------- | -------------- |
|        | Bauhaus    | 8        | 05/2023  | 4 503 ▲         | 296 ▲          | 2020      | Bauhaus        |
|        | bauMax     | 23       | 05/2023  | 4 109 ▲         | 414 ▲          | 2021      | Merkury Market |
|        | Hornbach   | 10       | 05/2023  | 9 859 ▲         | 1 006 ▲        | 2021/22   | Hornbach       |
|        | Mountfield | 58       | 05/2023  | 5 867 ▲         | 170 ▲          | 2020      | Mountfield     |
|        | OBI        | 32       | 05/2023  | 8 717 ▲         | 727 ▲          | 2021      | Tengelmann     |
|        | UNI HOBBY  | 10       | 05/2023  | 2 942 ▲         | 309 ▲          | 2021      | Unimex Group   |
| Celkem | Celkem     | 141      |          | 35 997          | 2 922          |           |                |